# Say Yes to Heaven
«Say Yes to Heaven» —en español: «Dile sí al cielo»— es una canción de la cantautora estadounidense Lana Del Rey. Es un descarte de las sesiones de su tercer álbum de estudio, Ultraviolence (2014). Después de que la canción se filtró en internet y se volvió viral en TikTok, Polydor e Interscope Records la lanzaron como sencillo el 19 de mayo de 2023. Escrita por Del Rey y el productor Rick Nowels, «Say Yes to Heaven» es una canción «de ensueño» con suaves arpegios de guitarra y acentos de pandereta.

## Antecedentes y lanzamiento
La canción fue escrita en 2012 por Del Rey y Rick Nowels. Fue concebida en 2013 durante las sesiones de grabación de su tercer álbum de estudio, Ultraviolence (2014), pero no llegó a la lista final de canciones. Los fragmentos de la pista comenzaron a circular alrededor de 2016. «Say Yes To Heaven», también conocida como simplemente «Yes To Heaven», finalmente se filtró por completo en internet en octubre de 2020 y ganó una gran viralidad durante los dos años siguientes. En 2022 tuvo un particular aumento en la popularidad de un fragmento acelerado de la canción. En marzo de 2023, UMG y Polydor reclamaron los derechos de autor de la canción, lo que generó especulaciones sobre un lanzamiento inminente.
La canción fue lanzada como sencillo el 19 de mayo de 2023, acompañada de una versión acelerada usada frecuentemente en redes sociales.

## Composición
«Say Yes To Heaven» es una «especie de sonsonete de cuna» con «su melodía repetitiva» que está llena de letras con «imágenes románticas» y las frases características de Del Rey como «vestido rojo», «cielo» y 'bailando». La versión lanzada oficialmente difiere de los cortes originales, sin embargo, capta una «melancolía» similar. La entrega vocal característica de Del Rey está acompañada por una guitarra eléctrica con una progresión mínima empapada en reverberación que pasa a un coro apoyado por «tambores silenciados y una almohadilla de cuerdas». Ella alienta a su pareja a «darse una oportunidad en el amor» y escapar con ella.

## Posicionamiento en listas

### Semanales
| País (Lista 2023)                 | Mejor posición | Ref    |
| --------------------------------- | -------------- | ------ |
| Alemania (GfK)                    | 41             | [ 10 ] |
| Australia (ARIA)                  | 20             | [ 11 ] |
| Corea del Sur (Circle)            | 75             | [ 12 ] |
| Lituania (AGATA)                  | 21             | [ 13 ] |
| Nueva Zelanda (Recorded Music NZ) | 10             | [ 14 ] |
| Noruega (VG-lista)                | 25             | [ 15 ] |
| Países Bajos (Single Top 100)     | 64             | [ 16 ] |
| Reino Unido (UK Singles Chart)    | 9              | [ 17 ] |
| Suecia (Sverigetopplistan)        | 28             | [ 18 ] |

## Historial de lanzamiento
| Región         | Fecha              | Formato                    | Discográfica                       | Ref.   |
| -------------- | ------------------ | -------------------------- | ---------------------------------- | ------ |
| Varios         | 19 de mayo de 2023 | Descarga digital streaming | Interscope Records Polydor Records | [ 1 ]  |
| Estados Unidos | 5 de junio de 2023 | Adult alternative radio    | Interscope Records                 | [ 19 ] |
| Estados Unidos | 6 de junio de 2023 | Alternative radio          | Interscope Records                 | [ 20 ] |